# Иммесхайм
Иммесхайм (нем. Immesheim) — община в Германии, в земле Рейнланд-Пфальц. 
Входит в состав района Доннерсберг. Подчиняется управлению Гёльхайм.  Население составляет 141 человек (на 31 декабря 2010 года). Занимает площадь 2,99 км².